# クラレンス・ウィリアムズ3世
クラレンス・ウィリアムズ3世（クラレンス・ウィリアムズさんせい、Clarence Williams III、1939年8月21日 - 2021年6月4日）は、アメリカ合衆国の俳優。ニューヨーク出身。アフリカ系アメリカ人。
テレビドラマ『モッズ特捜隊』にリンカーン・ヘイズ役でレギュラー出演、大きなアフロヘアーで強烈な印象を与えた。

## 経歴
父親はミュージシャン、祖父・クラレンス・ウィリアムズはジャズ&ブルース・ミュージシャンで祖母・エヴァ・ターナーは歌手・女優だった。幼少期はこの祖母の元で育ち、ハーレムのYMCAが運営する劇場で演劇に興味を持った。
その後、第101空挺師団に2年間パラシュート兵として従軍した後、演劇の世界に入った。ブロードウェイでは、『The Long Dream』（（1960年）で初登場した。その後も、『Walk in Darkness』（1963年）、『Sarah and the Sax』（1964年）、『Doubletalk』（1964年）、『King John』などに出演している。1966年にはブランダイス大学でアーティスト・イン・レジデンスに従事している。
ウィリアムズがテレビでブレイクしたのは、ABCの人気カウンターカルチャー警察テレビシリーズ『モッズ特捜隊』（1968年）の潜入捜査官リンカーン・ヘイズ役で、同じように無名だったマイケル・コールやペギー・リプトンと共演した。1973年にシリーズが終了してからは、コメディ（『ゴールデン・ヒーロー 最後の聖戦』、『ハーフ・ベイクト』）、SF（『スタートレック:ディープ・スペース・ナイン』）、ドラマ（『プリンス/パープル・レイン』）など、舞台や映画でさまざまなジャンルの作品に出演した。
そのキャリアは40年以上に及び、『プリンス/パープル・レイン』（1984年）ではミュージシャンでもあるプリンスの苦悩する父親役、超現実的なTVシリーズ『ツイン・ピークス』（1990年）ではレギュラー出演、『ディープ・カバー』（1992年）では善良な警官役、ミニシリーズ『ウォール・オブ・アッティカ/史上最大の刑務所暴動』（1994年）では暴徒役、『シュガー・ヒル』（1993年）ではウェズリー・スナイプスの化学的依存症の父親役などを演じてきた。テレビでは、『ヒルストリート・ブルース』、カナダのカルト作品『The Littlest Hobo』、『マイアミ・バイス』、『ハイウェイマン (テレビ番組)』、『バーン・ノーティス 元スパイの逆襲』、『Everybody Hates Chris』、『JUSTIFIED 俺の正義』、『ロー&オーダー』などに出演している。映画では、『デス・ポイント/非情の罠』、『エディ&マーティンの逃走人生』、『The Cool WorldThe Cool World』、『ディープ・カバー』、『Tales from the Hood』、『ハーフ・ベイクト』、『奴らに深き眠りを』、『将軍の娘/エリザベス・キャンベル』、『レインディア・ゲーム』、『クローン』などに出演している。『海の上のピアニスト』では初期のジャズミュージシャンであるジェリー・ロール・モートンを演じている。また、1997年に公開されたTNTの映画『ジョージ・ウォレス/アラバマの反逆者』では、ジョージ・ウォレスの架空のアフリカ系アメリカ人の執事や世話役として脇役を演じている。

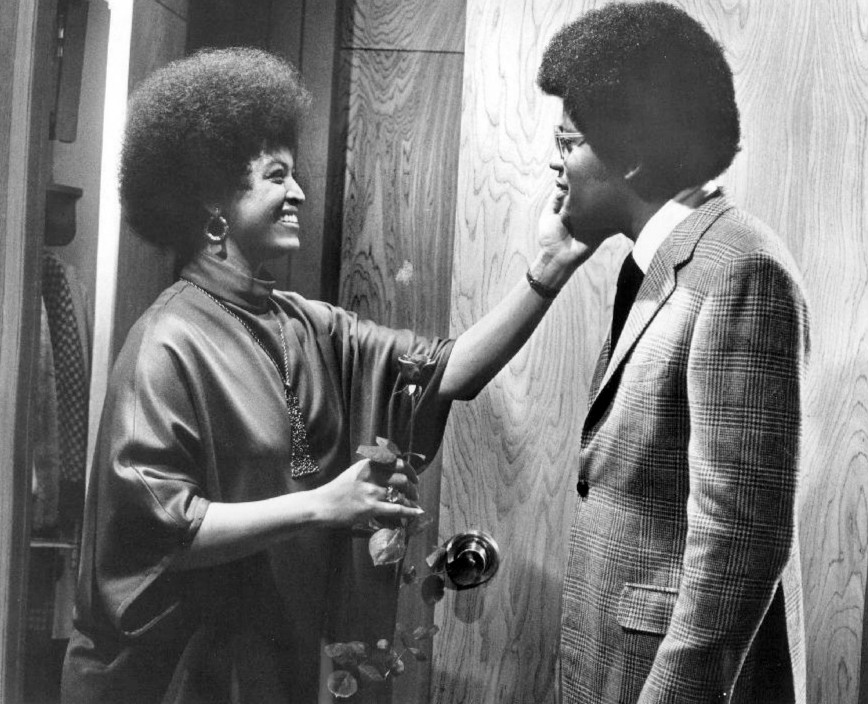
『モッズ特捜隊』でのクラレンス・ウィリアムズ3世（右）。左のグロリア・フォスターとは当時結婚していた。

2003年から2007年にかけて、ウィリアムズはホールマーク・チャンネルで放送された映画『ミステリー・ウーマン』シリーズにフィルビー・クロス役でレギュラー出演していた。全11作品のうち、第1作目を除くすべての作品にケリー・マーティンとともに出演しました（ミステリーウーマン第1作目ではJ・E・フリーマンがフィルビーを演じてる）。第7作（「ミステリー・ウーマン：アット・ファースト・サイト」）では、モッド・スクワッドの共演者であるマイケル・コールと再会した。映画『アメリカン・ギャングスター』ではバンピー・ジョンソンを演じた。2005年から2007年にかけて、ウィリアムズはディズニー・シリーズ『アメリカン・ドラゴン』でアンダム議員の声を担当し、またレギュラー出演した。
1967年に女優のグロリア・フォスターと結婚。2人は『モッズ特捜隊』で共演した。1984年に離婚するが、交友関係は2001年に彼女が死去するまで続いた。
2021年6月4日、結腸癌のためロサンゼルスにて死去。81歳没。

## 主な出演作品

### 映画
| 公開年 | 邦題 原題                                                        | 役名                       | 備考           |
| ------ | ---------------------------------------------------------------- | -------------------------- | -------------- |
| 1963   | クール・ワールド The Cool World                                  | ブラッド                   |                |
| 1984   | プリンス/パープル・レイン Purple Rain                            | キッドの父親               |                |
| 1986   | デス・ポイント/非情の罠 52 Pick-Up                               | ボビー                     |                |
| 1987   | タフガイは踊らない Tough Guys Don't Dance                        | ボロ                       |                |
| 1988   | ゴールデン・ヒーロー 最後の聖戦 I'm Gonna Git You Sucka          | カリンガ                   |                |
| 1990   | マニアック・コップ2 Maniac Cop 2                                 | ジョー・ブラム             |                |
| 1992   | ディープ・カバー Deep Cover                                      | タフト                     |                |
| 1993   | プロフェッショナル Deadfall                                      | ディーン                   |                |
| 1994   | シュガー・ヒル Sugar Hill                                        | A・R・スカッグス           |                |
| 1994   | ウォール・オブ・アッティカ/史上最大の刑務所暴動 Against The Wall | チャカ                     | テレビ映画     |
| 1995   | ギャングスターズ/野獣死すとき The Immortals                      | ベニー・ヘイズ             |                |
| 1997   | ブレイブ The Brave                                               | ストラットン神父           |                |
| 1997   | 新ラブバッグ/ハービー絶体絶命! The Love Bug                      | チャック                   |                |
| 1997   | ジョージ・ウォレス/アラバマの反逆者 George Wallace               | アーチー                   | テレビ映画     |
| 1997   | 奴らに深き眠りを Hoodlum                                         | バブ・ヒューレット         |                |
| 1998   | ハーフ・ベイクト Half Baked                                      | サムソン・シンプソン       |                |
| 1999   | モッド・スクワッド The Mod Squad                                 | リンカーンの祖父           | カメオ出演     |
| 1999   | 海の上のピアニスト La leggenda del pianista sull'oceano          | ジェリー・ロール・モートン |                |
| 1999   | エディ&マーティンの逃走人生 Life                                 | ウィンストン・ハンコック   |                |
| 1999   | 将軍の娘/エリザベス・キャンベル The General's Daughter           | ファウラー大佐             |                |
| 2000   | レインディア・ゲーム Reindeer Games                              | マーリン                   |                |
| 2001   | クローン Impostor                                                | 国防長官                   | クレジットなし |
| 2007   | アメリカン・ギャングスター American Gangster                     | バンピー・ジョンソン       |                |
| 2009   | ソルジャー・ウルフ 合衆国の陰謀 The Way of War                   | マック                     |                |
| 2013   | 大統領の執事の涙 Lee Daniels' The Butler                         | メイナード                 |                |

### テレビドラマ
| 公開年    | 邦題 原題                           | 役名                        | 備考                      |
| --------- | ----------------------------------- | --------------------------- | ------------------------- |
| 1968-1973 | モッズ特捜隊 The Mod Squad          | リンカーン・ヘイズ          | レギュラー、123エピソード |
| 1983-1985 | パトカーアダム30 T.J.Hooker         | フィル・デッカー            | 3エピソード               |
| 1985      | 特捜刑事マイアミ・バイス Miami Vice | レグバ                      | 1エピソード               |
| 1990      | ツイン・ピークス Twin Peaks         | ロバート・ハーディFBI捜査官 | 2エピソード               |
| 2002      | Judging Amy                         | ジョー・マッケンジー        | 2エピソード               |
| 2003      | ファストレーン Fastlane             | ヘイズ                      | 2エピソード               |
| 2003-2007 | Mystery Woman                       | フィルビー                  | 11エピソード              |

### その他
- アメリカン・ドラゴン American Dragon: Jake Long (2005 - 2007) テレビアニメ、声の出演